# غيوم فوري
غيوم فوري (Guillaume Faury) هو مهندس ورجل أعمال يشغل منصب المدير التنفيذي لشركة إيرباص ورئيس قسم الطائرات المدنية فيها.

## التعليم
تخرج من المدرسة المتعددة التقنيات (باريس) في عام 1990 والمدرسة الوطنية العليا للطيران والفضاء (تولوز).  طيار طائرات خفيفة معتمد ومهندس اختبار طيران لطائرات الهليكوبتر مع أكثر من 1300 ساعة طيران. 

## الحياة المهنية
عمل فوري في شركة يوروكوبتر (المعروفة الآن باسم إيرباص هليكوبترز ) لمدة عشر سنوات، وكان كبير مهندسي EC225/H225 ، مسؤولاً عن اختبارات طيران المروحيات الثقيلة . ثم أصبح نائب الرئيس التنفيذي للبحث والتطوير . وفي عام 2010، أصبح فوري نائب الرئيس التنفيذي للبحث والتطوير في شركة بيجو لصناعة السيارات .
في مارس 2013، حل فوري محل لوتز بيرتلينج كرئيس تنفيذي لشركة إيرباص هليكوبترز.  وبصفته الرئيس التنفيذي الجديد، واجه حادث تحطم طائرة H225 في النرويج ، مما أسفر عن مقتل جميع الأشخاص الثلاثة عشر الذين كانوا على متنها وإيقاف جميع طائرات الهليكوبتر H225 المستخدمة في استغلال النفط في بحر الشمال لمدة 15 شهرًا. تم إلغاء بيع طراز المروحية للقوات المسلحة البولندية . أعاد فوري هيكلة برنامج X4 مما أدى إلى تطوير طائرة الهليكوبتر المتوسطة H160 التي سيتم طرحها في عام 2019، وأطلق تطوير X6 لخليفة طائرة Super Puma التي تعمل بنظام الطيران السلكي . بدأ برامج بحث وتطوير مهمة مثل برنامج X3 Racer عالي السرعة وبرنامج CityAirbus .
حل فوري محل فابريس بريجير كمدير عمليات طائرات إيرباص التجارية اعتبارًا من فبراير 2018.  في 8 أكتوبر 2018، اختاره مجلس إدارة إيرباص لخلافة توم إندرز كرئيس تنفيذي لشركة إيرباص، بدءًا من 10 أبريل 2019.  سيتعين على فوري تشكيل استجابة إيرباص لطائرة بوينج الجديدة متوسطة الحجم ، ومواجهة تحديات الإنتاج والتشغيل A320neo ، واستكمال مفاوضات A400M ومعالجة النماذج الأبطأ مبيعًا مثل A330neo .  خلال الاجتماع العام السنوي (AGM) 2022، أعيد تعيين فوري كرئيس تنفيذي للسنوات الثلاث المقبلة. قاد فوري الشركة خلال فترة التعافي بعد جائحة كوفيد-19 والاستمرار في تطوير طائرة صديقة للبيئة تعمل بالهيدروجين.
في 1 ديسمبر 2022، كان فوري أحد الضيوف المدعوين إلى حفل عشاء رسمي أقامه الرئيس الأمريكي جو بايدن تكريمًا للرئيس إيمانويل ماكرون في البيت الأبيض.